# فارک (وبگاه)
فارک (به انگلیسی: Fark) یک وب‌سایت انجمن برخط است که توسط درو کرتیس ایجاد شده و به اعضا امکان می‌دهد دربارهٔ دسته‌ای از مقالات خبری و چیزهای دیگر، در این سایت نظر دهند. این سایت روزانه مقاله‌های ارسالی زیادی دریافت می‌کند و تقریباً ۱۰۰ مورد از آن‌ها به صورت عمومی در سایت نمایش داده می‌شوند که در صفحه اصلی و برگه‌ها (سرگرمی، ورزشی، گیک، سیاست و تجارت) نشر می‌شوند.
کورتیس می‌گوید که صفحات بدون تعصب سیاسی و عمدی انتخاب می‌شوند، او سعی می‌کند هر دو گونهٔ مقاله‌های چپ و راست را پخش کند.
پیوندها توسط اعضای فارک ارسال می‌شوند (که در مجموع به آن‌ها "Farkers" گفته می‌شود)، سپس مدیران می‌توانند (ارسال "greenlight") آنان را برای ارسال در صفحه اصلی یا یکی از صفحات موضوعی تأیید کنند. همه پیوندها (به استثنای پیوندهای حامیان مالی)، اعم از تأیید شده یا نه، دارای موضوعات مرتبط هستند که کاربران می‌توانند در مورد پیوند نظر دهند. پیوندهای گرینلیت می‌توانند در یک ماه ۳۰۰٬۰۰۰ بازدید از صفحه را برای سرورشان ایجاد کنند. این امر می‌تواند در مدت زمان کوتاهی به میزان قابل توجهی ترافیک ایجاد کند و وبگاه‌های کوچکتر را به دلیل ازدحام یا خرابی ساده سرور از کار بیندازد. در جامعه به‌طور عامیانه از این وب‌سایت به عنوان " farked " یاد می‌شود.